# Boko
Boko es una localidad de la República del Congo, constituida administrativamente como un distrito del departamento de Pool en el sureste del país.
En 2011, el distrito tenía una población de 13 643 habitantes, de los cuales 6610 eran hombres y 7033 eran mujeres.
La localidad fue fundada en 1875. El distrito está habitado principalmente por los bakongo y su economía se basa en un 85% en la agricultura. Posee un microclima idóneo para la horticultura, por lo que es el principal área proveedora de hortalizas de la vecina capital nacional Brazzaville.
Se ubica unos 70 km al sur de la capital departamental Kinkala, cerca de la frontera con la República Democrática del Congo marcada por el río Congo.